# Cerani
Cerani är ett samhälle i Bosnien och Hercegovina.   Det ligger i entiteten Republika Srpska, i den centrala delen av landet, 120 km norr om huvudstaden Sarajevo. Cerani ligger 202 meter över havet och antalet invånare är 1 132.
Terrängen runt Cerani är platt, och sluttar västerut. Närmaste större samhälle är Kalenderovci Donji, 7,8 km norr om Cerani. 
Omgivningarna runt Cerani är en mosaik av jordbruksmark och naturlig växtlighet. Runt Cerani är det ganska tätbefolkat, med 67 invånare per kvadratkilometer.